# Bezirk Zilupe
Der Bezirk Zilupe (Zilupes novads) war der am östlichsten liegende Bezirk Lettlands an der Grenze zu Russland und Belarus. Er existierte von 2002 bis 2021. Bei der Verwaltungsreform 2021 wurde der Bezirk aufgelöst, sein Gebiet gehört seitdem zum neuen Bezirk Ludza.

## Bevölkerung
Der Bezirk bestand aus den drei Gemeinden (pagasts) Lauderi, Pasiene und Zaļesje sowie dem Verwaltungszentrum Zilupe. Im Jahre 2010 lebten 3651 Einwohner im Bezirk, 2020 waren es nur noch 2575.
Im Jahr 2000 gaben die damals noch 4271 Einwohner der vier Gemeinden folgende Nationalitäten an: 55,3 % russisch, 20,8 % lettisch, 18,6 % belarussisch, 0,09 % ukrainisch und 0,01 % polnisch.
Der Bezirk Zilupe unterhält mit der niedersächsischen Gemeinde Bad Bodenteich eine Städtepartnerschaft.

## Verkehr
Durch das Bezirksgebiet verläuft die Europastraße 22, die in Holyhead in Wales beginnt und in Ischim in Russland endet, sowie die Bahnstrecke von Riga nach Moskau.

## Tourismus
In der Gemeinde Pasiene befindet sich das Dreiländereck von Lettland, Russland und Belarus. Dieses ist ein beliebtes Ziel für Touristen.

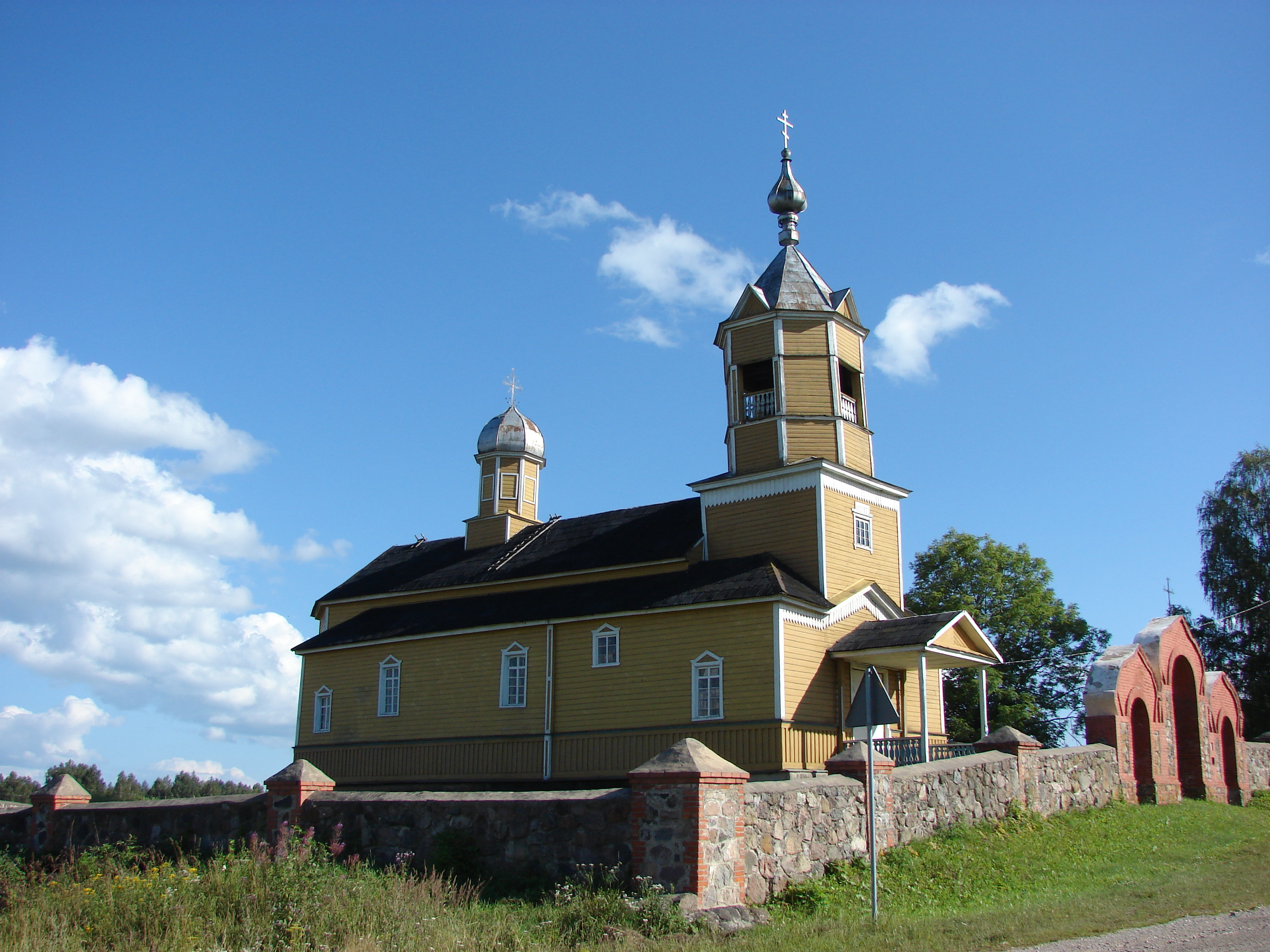
Orthodoxe Nikolaikirche in Lauderi
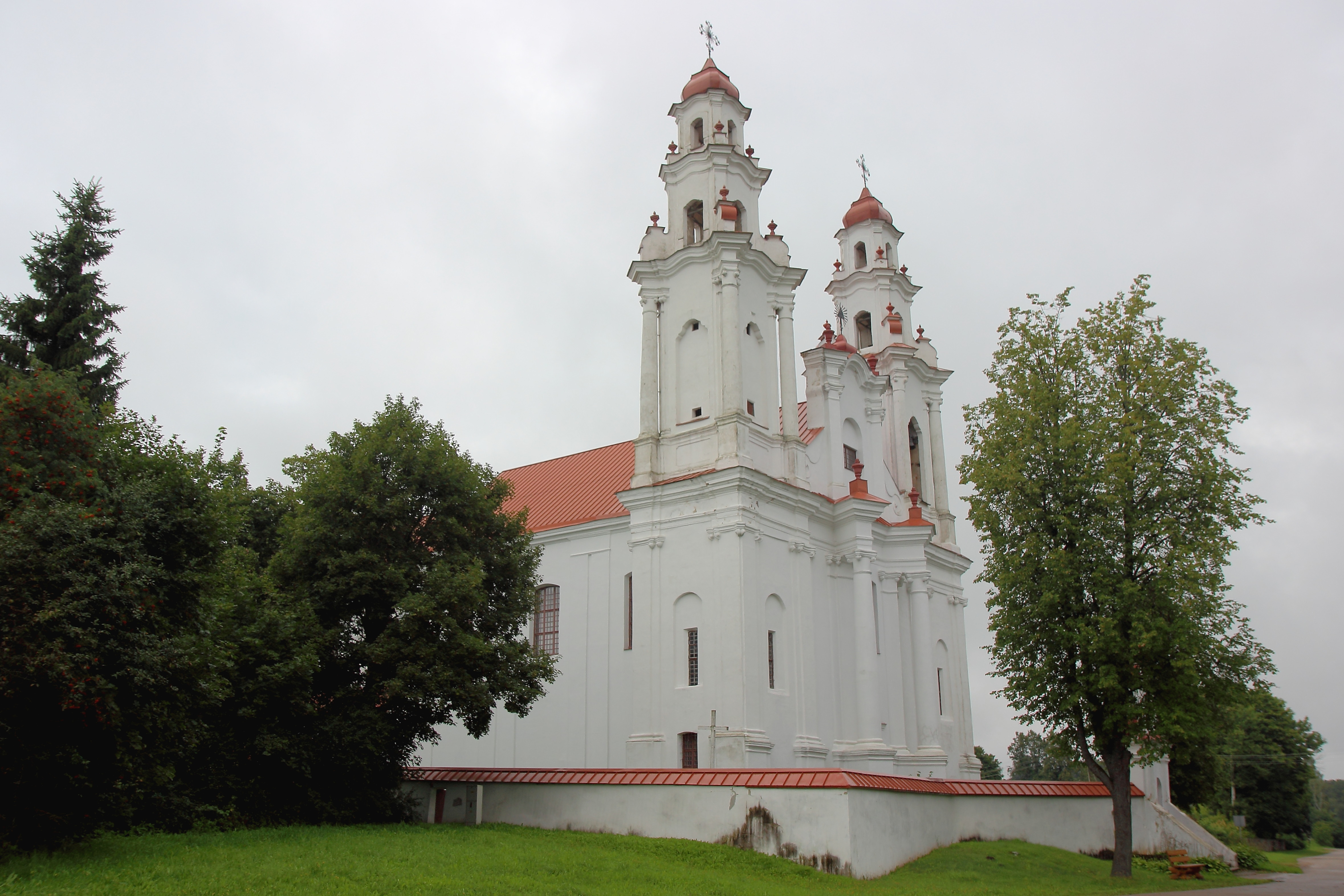
Katholische Kirche in Pasiene, erbaut 1761

## Partnerschaft
Der Bezirk unterhielt – zusammen mit den Bezirken Cibla, Kārsava und Ludza – eine Partnerschaft mit der niedersächsischen Samtgemeinde Aue.